# Nueva Zelanda en la Copa de las Naciones de la OFC 2008
La selección de fútbol de Nueva Zelanda logró su cuarto título en la Copa de las Naciones de la OFC 2008, que no tuvo sede fija y que sirvió además como eliminatorias de la OFC para el Mundial de Sudáfrica 2010.
Nueva Zelanda ganó 5 partidos y perdió tan solo uno, contra Fiyi por la última fecha, cuando Nueva Zelanda ya se había asegurado el título, y por lo tanto, Ricki Herbert propuso un equipo alternativo. El resultado final fue 2:0 para los fiyianos. El seleccionado neozelandés hizo 14 goles y recibió solamente 5 tantos.

## Resultados
El saldo del cuadrangular fue 5 victorias neozelandesas, ningún empate y 1 derrota, convirtiendo 14 goles y recibiendo 5, lo que dejó una diferencia de gol de +9. Además, gracias a esto, los All Whites alcanzaron el repechaje contra Baréin, seleccionado que batieron 1-0 con tanto del delantero Rory Fallon, logrando así la clasificación a la Copa Mundial Sudáfrica 2010, en la que los Kiwis no perdieron ningún encuentro, siendo la única selección que lo logró en Sudáfrica 2010.
| Equipo          | Pts | PJ | PG | PE | PP | GF | GC | Dif |
| --------------- | --- | -- | -- | -- | -- | -- | -- | --- |
| Nueva Zelanda   | 15  | 6  | 5  | 0  | 1  | 14 | 5  | +9  |
| Nueva Caledonia | 8   | 6  | 2  | 2  | 2  | 12 | 10 | +2  |
| Fiyi            | 7   | 6  | 2  | 1  | 3  | 8  | 11 | -3  |
| Vanuatu         | 4   | 6  | 1  | 1  | 4  | 5  | 13 | -8  |

| 17 de octubre de 2007, 16:00 | Fiyi | 0:2 (0:1) | Nueva Zelanda             | Churchill Park, Lautoka                                                  |                                                                          |
|                              |      |           | Vicelich 37' · Smeltz 86' | Asistencia: 6.000 espectadores Árbitro(s): Jair Marrufo (Estados Unidos) | Asistencia: 6.000 espectadores Árbitro(s): Jair Marrufo (Estados Unidos) |

| 17 de noviembre de 2007, 14:00 | Vanuatu      | 1:2 (1:0) | Nueva Zelanda               | Korman Stadium, Port Vila                                                 |                                                                           |
|                                | Naprapol 32' |           | Smeltz 53' · Mulligan 90+3' | Asistencia: 8.000 espectadores Árbitro(s): Job Minan (Papúa Nueva Guinea) | Asistencia: 8.000 espectadores Árbitro(s): Job Minan (Papúa Nueva Guinea) |

| 21 de noviembre de 2007, 19:00 | Nueva Zelanda                            | 4:1 (3:0) | Vanuatu    | Westpac Stadium, Wellington                                        |                                                                    |
|                                | Mulligan 17' 81' · Smeltz 29' (pen.) 34' |           | Sakama 50' | Asistencia: 2.500 espectadores Árbitro(s): Averii Jacques (Tahití) | Asistencia: 2.500 espectadores Árbitro(s): Averii Jacques (Tahití) |

| 6 de septiembre de 2008, 17:00 | Nueva Caledonia | 1:3 (1:1) | Nueva Zelanda                | Stade Numa-Daly Magenta, Noumea                                 |                                                                 |
|                                | M. Hmaé 55'     |           | Sigmund 16' · Smeltz 65' 75' | Asistencia: 2.589 espectadores Árbitro(s): Rakesh Varman (Fiyi) | Asistencia: 2.589 espectadores Árbitro(s): Rakesh Varman (Fiyi) |

| 10 de septiembre de 2008, 19:30 | Nueva Zelanda                 | 3:0 (1:0) | Nueva Caledonia | North Harbour Stadium, Auckland                                    |                                                                    |
|                                 | Smeltz 49' 76' · Christie 69' |           |                 | Asistencia: 8.000 espectadores Árbitro(s): Norbert Hauata (Tahití) | Asistencia: 8.000 espectadores Árbitro(s): Norbert Hauata (Tahití) |

| 19 de septiembre de 2008, 19:30 | Nueva Zelanda | 0:2 (0:0) | Fiyi            | Churchill Park, Lautoka (Fiyi)                                   |                                                                  |
|                                 |               |           | Krishna 63' 90' | Asistencia: 4.500 espectadores Árbitro(s): Lencie Fred (Vanuatu) | Asistencia: 4.500 espectadores Árbitro(s): Lencie Fred (Vanuatu) |